# Abraham Godyn
Abraham Godyn, né vers 1655-1656 et mort après 1724, est un peintre baroque flamand qui, après son séjour en Italie, a travaillé à la cour du roi à Prague.

## Biographie
On sait peu de chose sur la vie d'Abraham Godyn. Né vers 1655-1656 à Anvers, il y est l'élève du célèbre peintre d'histoire Hendrik Herregouts. Il devient membre de la Sodaliteit van de Bejaerde Jongmans, une confrérie jésuite de célibataires, et est inscrit de 1679 à 1680 dans les Liggeren de la ville.

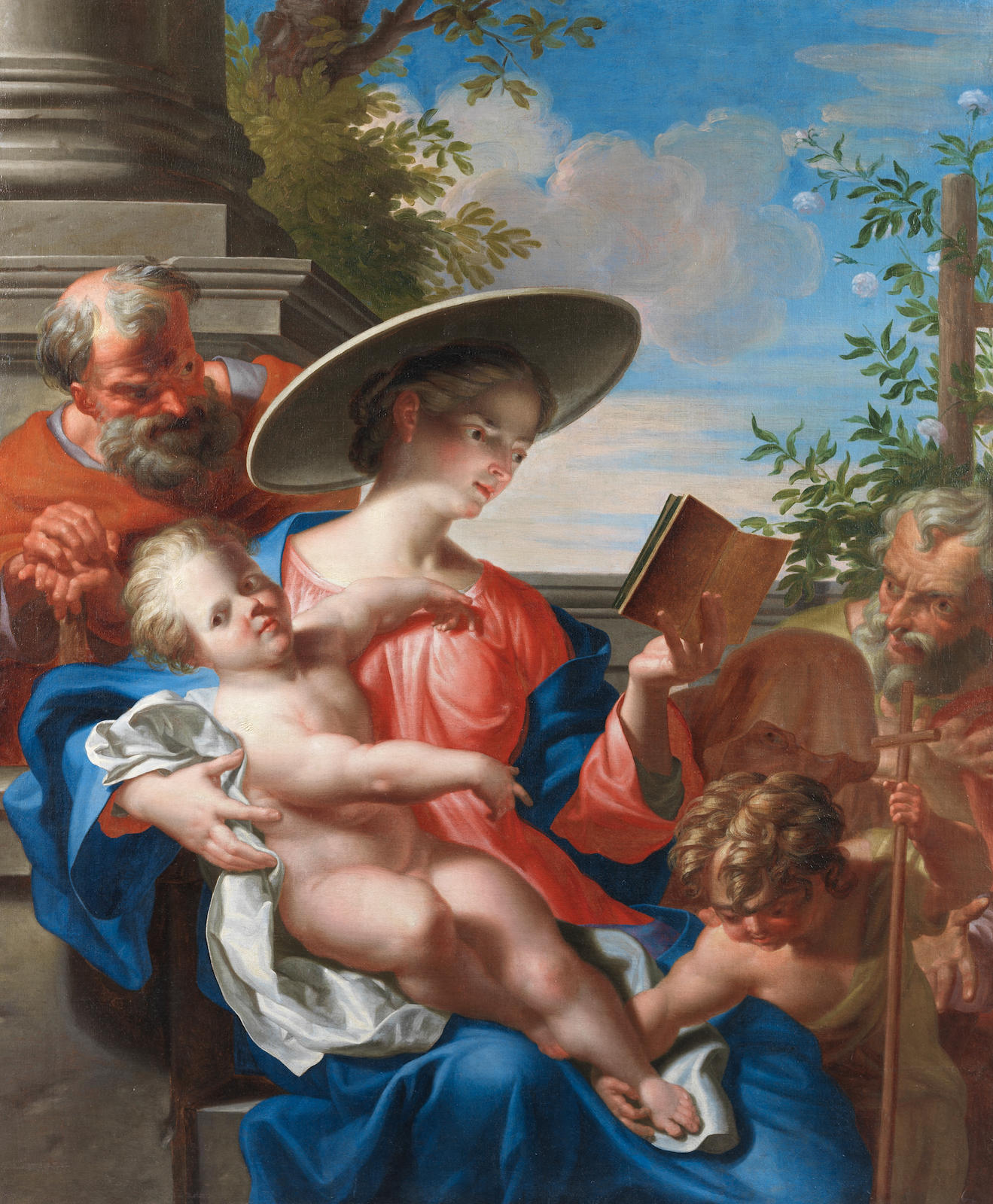
Repos lors de la fuite en Égypte

Peu après, il voyage en Italie, où il est actif de 1680 à 1689, et notamment à Rome. Son travail y est très apprécié, et il devient peintre à la cour du Pape, avec le titre de « Peintre de cabinet de sa Majesté impériale et catholique ».
En 1690, il déménage à Prague, où il devient peintre de la cour jusqu'en 1698, : il reçoit la commande d'une fresque destinée au château de Troja à Prague, sur laquelle il travaille avec son frère Izaac, même si les peintures ne sont signées que du nom d'Abraham.
Il rentre à Anvers vers 1711, où il redevient membre de la guilde de Saint-Luc,. En 1716, il rejoint également la guilde des romanistes, dont il devient le doyen en 1723. Il reste actif dans sa ville natale jusqu'en 1724.
Les lieu et date de sa mort sont inconnus, mais on suppose qu'il l'a été à Anvers, après 1724.

## Élèves
Il a eu plusieurs élèves à Rome, Prague puis à Anvers, dont Martin-Joseph Geeraerts,.

## Œuvre

Fresque du Château de Troja : Les Victoires de Léopold Ier.

Peu de ses tableaux ont survécu. Abraham Godyn était surtout un peintre d'histoire. Ses œuvres les plus célèbres sont les fresques commandées par le comte Sternberk pour le château de Troja à Prague. Ces peintures, réalisées entre 1691 et 1697 avec l'aide de son frère Izaac, sont considérées comme faisant partie des meilleurs exemples de fresques baroques en Europe du Nord. Elles utilisent des effets en trompe-l'œil et racontent de façon très triomphaliste l'histoire des Habsbourg. La composition suit le schéma baroque du symbolisme architectural selon lequel le plafond représente le monde céleste et les murs le monde terrestre. Le plafond est complètement décoré d'être célestes qui sont censés protéger les territoires habsbourgeois ; sous les surfaces courbes du plafond, des anges et des putti flottent, renforçant l'architecture en trompe-l'œil. Le monde terrestre reprend la victoire de Léopold Ier sur l'empire ottoman. Les murs sur la longueur sont ornés de statues ou de bustes des Habsbourg en grisaille. Godyn achève ici une synthèse sophistiquée et complexe de la peinture d'architecture et de scènes de figures vivantes.
Il a par ailleurs peint en 1723-1725 une série des sept sacrements pour l'abbaye de Saint-Martin de Pontoise.